# Tyska viner
Tyska viner är viner producerade i Tyskland. Vinproduktionen är starkt koncentrerad till landets sydvästra del, längs Rhen och dess bifloder. Ungefär 60 procent av vinerna produceras i förbundslandet Rheinland-Pfalz. Tyskland har ungefär 102 000 ha vinodlingar och producerar ungefär 9 miljoner hl vin per år, vilket placerar landet på ungefär nionde plats bland världens vinproducerande länder. Till skillnad från de flesta andra vinländer är det vita viner som står för huvuddelen av produktionen. De röda vinernas andel har dock ökat allt sedan 1980-talet, och de blå druvsorterna upptar idag mer än en tredjedel av den totala odlingsarealen. Tyskarna dricker mest mousserande vin per person i världen, mousserande vin tillverkat i tyskland benämns Sekt .
De i särklass mest odlade druvsorterna i Tyskland är Riesling, Müller-Thurgau och Spätburgunder (Pinot Noir). Vinarealen är indelad i 13 kvalitetsregioner (Anbaugebiete). Två regioner ligger i före detta DDR. Regionerna Pfalz och Rheinhessen är störst, men även Baden, Mosel och Württemberg är av stor betydelse för landets totala produktion. 

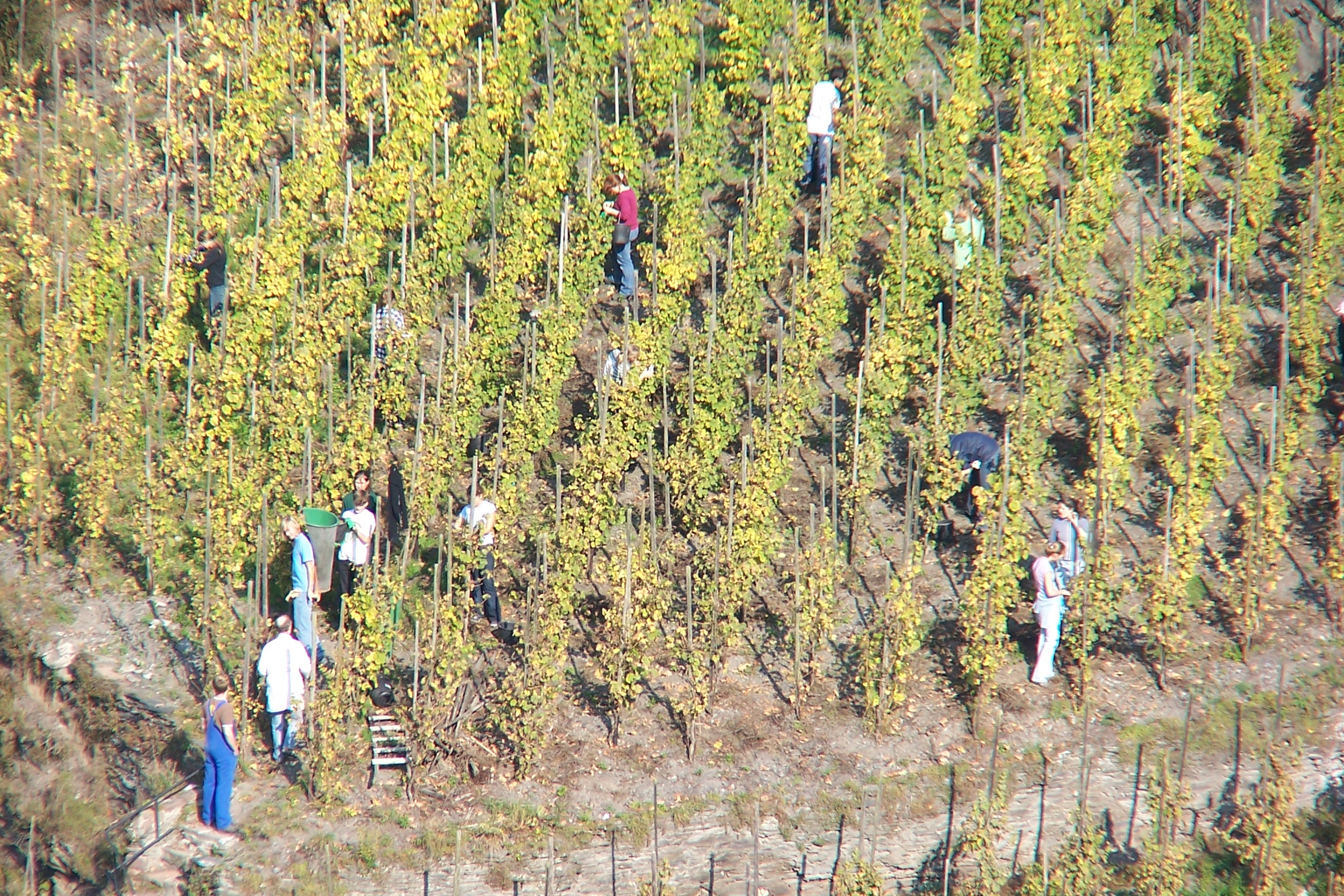
Vinskörd i Bernkastel-Kues

Några tydliga trender i den tyska vinproduktionen är:
- Andelen torra vita viner har ökat stadigt sedan 1980-talet, på de halvtorra vinernas bekostnad.
- Inslaget av högkvalitativa torra vita viner, särskilt av Riesling, har ökat sedan 1990-talet. Skillnaden i vinstil mellan Tyskland och Alsace har därför minskat
- De söta rieslingvinerna anses fortsatt ligga i yppersta världsklass, och är särskilt uppskattade på exportmarknaden. Om något har stilen under senare decennier gått mot än sötare och mer koncentrerade viner än förr.
- Andelen röda viner ökar, men är huvudsakligen avsedda för inhemsk konsumtion. Restsötman i de röda vinerna har så gott som försvunnit och inslaget av ekfatslagring har ökat betydligt.
- Exporten ökar (särskilt till USA), och domineras stort av rieslingvinerna.
- Förutom Riesling minskar odlingsarealen av alla "tyska" gröna druvsorter, både traditionella druvsorter som Silvaner och mer sentida korsningar som Müller-Thurgau och Kerner.
- Druvsorterna i Pinot-familjen, "bourgognedruvorna", ökar i odlingsareal. Detta gäller såväl blå som gröna druvsorter.
- Nyskapade blå druvsorter som är anpassade till tyska odlingsförhållanden, till exempel Dornfelder, ökar i odlingsareal. Det återstår att se om dessa har kommit för att stanna, eller om de i likhet med nyskapade gröna druvsorter efter ett tag hamnar i vanrykte.

## Vinlagar

### Traditionella bestämmelser
Den tyska vinlag som har tillämpats från 1971 utgår från druvornas mognadsgrad (mustvikten) och delar in vinerna i följande fyra kvalitetsklasser: 
- Tafelwein, motsvarar bordsvin. Om beteckningen Deutscher Tafelwein används måste vinet vara gjort uteslutande av druvor odlade i Tyskland.
- Landwein, motsvarar det franska Vin de pays och kan sägas vara ett bättre bordsvin.
- Qualitätswein bestimmter Anbaugebiete, förkortas QbA, och är ett kvalitetsvin från en av de tretton regionerna. Chaptalisering är tillåten. Om enbart beteckningen Qualitätswein och inget prädikat (se nedan) förekommer på en vinetikett rör det sig om ett QbA-vin.
- Qualitätswein mit Prädikat, den högsta klassen, förkortas QmP. (Beteckningen gäller till hösten 2007. Namnbyte till Prädikatswein är beslutat.) Även detta vin måste ha sitt ursprung i en av de tretton kvalitetsvinregionerna. Till skillnad mot QbA får socker inte tillsättas före jäsning för att höja alkoholhalten, s.k. chaptalisering. Vinet måste dessutom ha ett särskilt tillägg, så kallat prädikat, på etiketten. De olika prädikaten är minimigränser för druvornas mognad, som varierar beroende på distrikt och druvsort. Prädikaten är:
  - Kabinett, normalskörd, motsvarar en potentiell alkoholhalt på 8,5-11,5 procent. Potentiell alkoholhalt är den alkoholhalt som vinet får om det jäser ut helt till ett torrt vin.
  - Spätlese, sen skörd, motsvarar en potentiell alkoholhalt på 10-13 procent.
  - Auslese, utvalda klasar ur den totala skörden, motsvarar en potentiell alkoholhalt på 11-14,5 procent.
  - Beerenauslese, utvalda övermogna druvor, motsvarar en potentiell alkoholhalt på 15,5-18 procent.
  - Trockenbeerenauslese, utvalda övermogna druvor som skrumpnat efter att ha angripits av ädelröta, botrytis, motsvarar en potentiell alkoholhalt på minst 21,5 procent. Restsockerhalten är mycket hög då den faktiska alkoholhalten i vinerna ofta ligger i trakterna kring 7-8 procent.
  - Eiswein, druvor som plockats och pressats i fruset tillstånd. Har samma minimigränser som Beerenauslese, men druvorna har ej angripits av botrytis.

Om ingen tilläggsbeteckning förekommer har prädikatsviner alltid en restsötma, som vanligen är högre ju högre predikatet är. När tilläggsbeteckningen trocken återfinns på en tysk vinetikett betyder det att vinet är torrt och har en restsockerhalt på högst 9 gram per liter. Beteckningen halbtrocken menas ett vin som har en restsockerhalt på 9-18 gram per liter. Dessa viner är inte "halvtorra" med sedvanlig svensk terminologi utan ligger någonstans mellan helt torra och halvtorra, lite beroende på vinernas syranivåer, eftersom en hög syranivå döljer intrycket av sötma. Den typiska halvtorra smakprofilen representeras av Kabinett och Spätlese utan tilläggsbeteckning. Denna smakprofil kallas på tyska mild eller lieblich och markeras ej särskilt på etiketten.
Samma tilläggsbeteckningar används för QbA som för QmP, men det förekommer att QbA-viner är torra utan att trocken har angetts särskilt.
Observera att restsockerhalterna för Sekt skiljer sig från de för "stilla" viner, trots att delvis samma tilläggsbeteckningar används. Detta är en vanlig källa till missförstånd.
Andra beteckningar för speciella vintyper som förekommer i vinlagen:
- Liebfraumilch eller Liebfrauenmilch är ett halvtorrt vitt QbA-vin gjort av vissa druvsorter.
- Weissherbst är ett rosévin som görs genom vitpressning av blå druvor. Inget krav på färgintensitet ställs, så vinet kan vara en Blanc de Noirs. Dock krävs att vinet är klassat lägst som QbA, är gjort på enbart en druvsort samt att denna druvsort anges.
- Rotling är ett vin gjort på en blandning av gröna och blå druvor. Schillerwein och Badisch Rotgold är två typer av Rotling.

Notera att det är rätt ovanligt att se Tafelwein eller Landwein på exportmarknaden. Så gott som allt tyskt vin som exporteras är QbA eller QmP/Prädikatswein.

### Nyare bestämmelser
Systemet med prädikatsviner utgår från grundtanken att en sötare druvmust ger ett bättre vin. Vid produktion av torra viner anses detta inte vara helt sant, vilket har inneburit att de traditionella beteckningarna inte ansetts helt relevanta i alla lägen. Därför har ett antal nya beteckningar skapats, några inom vinlagstiftningen och några av enskilda organisationer. Samtidigt har alla gamla beteckningar behållits, så det sammantagna tyska klassificeringssystemet är idag mer komplicerat och svåröverskådligt än någonsin.
Från och med årgång 2000 kan beteckningarna Classic och Selection användas. Beteckningarna infördes i syftet att underlätta för vanliga konsumenter, och betecknar alltid viner med en torr smakprofil.
För Classic gäller att restsockerhalten får högst vara dubbelt så hög som syrahalten. Endast vissa, bättre druvsorter är tillåtna. Ett Classic-vin kan sägas vara en QbA trocken med lite högre krav på alkoholhalt och ett begränsat urval av druvsorter.
Selection innebär att vinet är av toppkvalitet med minst 12,2 % alkohol, ett skördeuttag på högst 60 hl/ha och uppfyller kraven för tilläggsbeteckningen trocken. Selection-vinerna får vidare säljas först ett år efter skörd, måste vara skördade för hand och på druvor från speciellt godkända växtlägen som producenten ansöker om att få godkända. På så sätt skall det säkerställas att vinerna har terroirkaraktär. Ett Selection-vin kan sägas vara en högklassig Spätlese trocken eller Auslese trocken.
Efter de första 6-7 årgångarna med dessa regler kan man konstatera att Classic har fått ganska stor användning, medan Selection används i rätt blygsam omfattning, och knappast alls av de mer namnkunniga tillverkarna.
Erstes Gewächs är en beteckning på högkvalitativa torra viner från Rheingau som får användas från årgång 1999 genom ett lokalt tillägg till vinlagen. Bland kraven märks att vinet måste komma från vissa klassificerade vingårdar, att skördeuttaget får vara max 50 hl/ha och att vinet måste ha klarat sig genom en sensorisk prövning. Tillåtna druvsorter är Riesling (min 12% alkohol och max 9 g/l restsocker) och Spätburgunder (min 13% alkohol och max 6 g/l restsocker).

## Oreglerade beteckningar vid sidan av vinlagen
VDP, sammanslutningen av kvalitetsvinodlare, har på egen hand infört beteckningen Grosses Gewächs för högkvalitativa torra viner som kommer från ett av VDP klassificerat vingårdsläge, s.k. Erste Lage. Från årgången 2002 kan denna beteckning användas av VDP-medlemmarna om de uppfyller krav som är i det närmaste identiska med de som angetts för Erstes Gewächs ovan. Dock varierar tillåtna druvsorterna mellan regionerna. I utnyttjar den regionala VDP-avdelningen beteckningen Erste Lage även på vinerna, och vinets smakprofil beror på prädikatet. Erste Lage QbA betyder att vinet är torrt. För att ytterligare komplicera bilden har den konkurrerande sammanslutningen i Mosel, Bernkasteler Ring, börjat använda beteckningen Grosses Gewächs från årgången 2005.
Således gäller generellt att Erste Lage betecknar en klassificerad vingård, medan högkvalitativa torra viner från denna vingård kan betecknas
- Erstes Gewächs om vingården ligger i Rheingau, oavsett om tillverkaren är medlem i VDP eller ej
- Erste Lage QbA om vingården ligger i Mosel och tillverkaren är medlem i VDP
- Grosses Gewächs om vingården ligger i något av de elva övriga regionerna och tillverkaren är medlem i VDP eller om vingården ligger i Mosel och tillverkaren är medlem i Bernkasteler Ring.

Vid sidan av de reglerade tilläggsbeteckningarna trocken och halbtrocken förekommer även feinherb, som indikerar att vinet har något mer restsötma än halbtrocken-viner (> 18 g/l) men inte är så sött att det kan betraktas som lieblich. Med svensk terminologi ligger dessa viner på gränsen mellan torr och halvtorr.

## Druvsorter

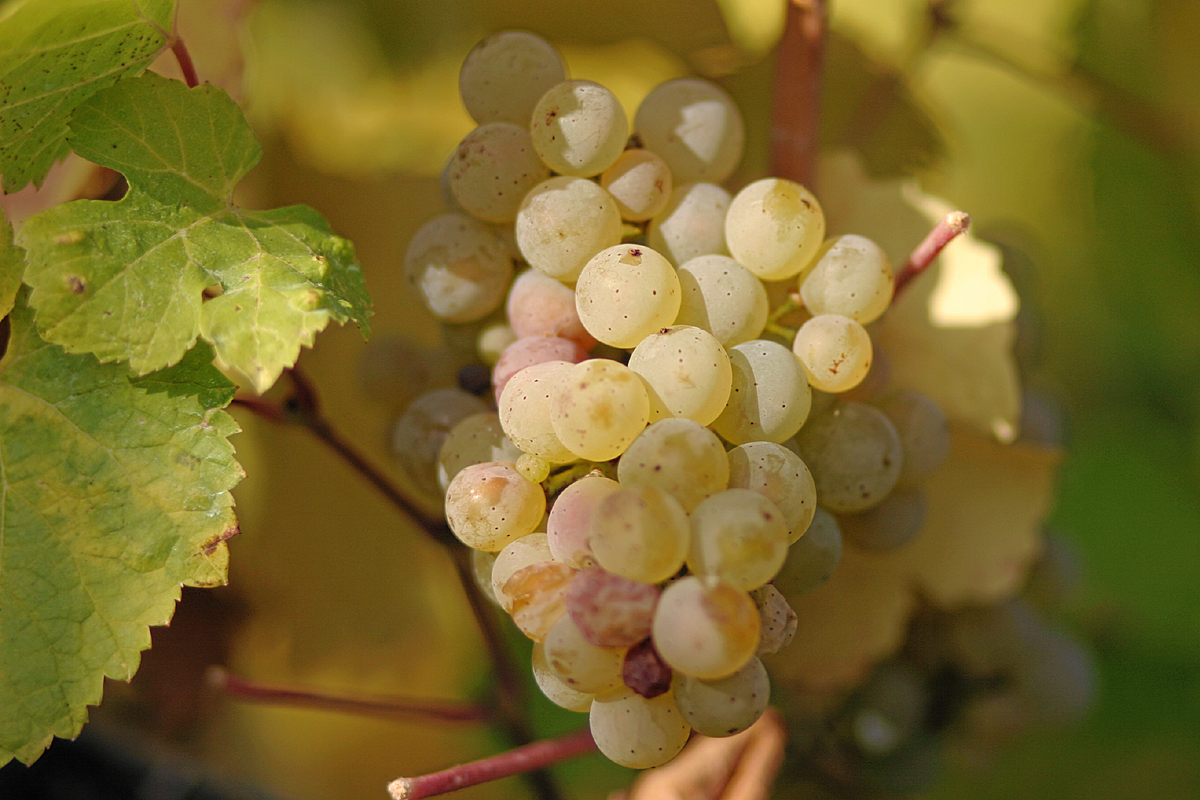
Rieslingdruvor

Den förnämsta druvan för kvalitetsviner är Riesling där Tyskland ligger i framkanten i världen när det gäller att producera högkvalitativa rieslingviner, speciellt i områdena Mosel och Rheingau.
| Vanliga druvsorter i Tyskland (Läge 2005) | Vanliga druvsorter i Tyskland (Läge 2005) | Vanliga druvsorter i Tyskland (Läge 2005) | Vanliga druvsorter i Tyskland (Läge 2005) | Vanliga druvsorter i Tyskland (Läge 2005) | Vanliga druvsorter i Tyskland (Läge 2005) |
| Druvsort                                  | Färg                                      | Synonym                                   | Areal (%)                                 | Areal (ha)                                | Trend                                     |
| ----------------------------------------- | ----------------------------------------- | ----------------------------------------- | ----------------------------------------- | ----------------------------------------- | ----------------------------------------- |
| 1. Riesling                               | grön                                      |                                           | 20,4                                      | 20 794                                    | oförändrad                                |
| 2. Müller-Thurgau                         | grön                                      | Rivaner                                   | 14,1                                      | 14 346                                    | minskar                                   |
| 3. Spätburgunder                          | blå                                       | Pinot Noir                                | 11,4                                      | 11 660                                    | ökar                                      |
| 4. Dornfelder                             | blå                                       |                                           | 8,1                                       | 8 259                                     | ökar                                      |
| 5. Silvaner                               | grön                                      |                                           | 5,3                                       | 5 383                                     | minskar                                   |
| 6. Portugieser                            | blå                                       |                                           | 4,7                                       | 4 818                                     | oförändrad                                |
| 7. Kerner                                 | grön                                      |                                           | 4,2                                       | 4 253                                     | minskar                                   |
| 8. Grauburgunder (Grauer Burgunder)       | grön                                      | Ruländer, Pinot Gris                      | 4,1                                       | 4 211                                     | ökar                                      |
| 9. Weissburgunder (Weisser Burgunder)     | grön                                      | Klevner, Pinot Blanc                      | 3,3                                       | 3 335                                     | ökar                                      |
| 10. Trollinger                            | blå                                       |                                           | 2,5                                       | 2 543                                     | oförändrad                                |
| 11. Schwarzriesling                       | blå                                       | Müllerrebe, Pinot Meunier                 | 2,4                                       | 2 459                                     | oförändrad                                |
| 12. Bacchus                               | grön                                      |                                           | 2,2                                       | 2 205                                     | minskar                                   |
| 13. Regent                                | blå                                       |                                           | 2,1                                       | 2 158                                     | ökar                                      |
| 14. Scheurebe                             | grön                                      | Sämling 88                                | 1,8                                       | 1 864                                     | minskar                                   |
| 15. Lemberger                             | blå                                       | Blaufränkisch                             | 1,6                                       | 1 612                                     | ökar                                      |

## Vinregioner och vingårdsbeteckningar
Regionerna kallas Anbaugebiete och är tretton till antalet. Dessa delas in i Bereiche (distrikt). Varje Bereich indelas i Ortsteile eller Gemeinden (vinbyar/församlingar). Slutligen finns kopplat till Gemeinden och Ortsteile själva vingårdarna (vingårdslägena), som kallas Einzellage. Ett antal Einzellagen bildar tillsammans ett Grosslage, som är ett samlingsnamn för närliggande vingårdar.
Några exempel kan visa på hur namngivningen fungerar på etiketten:
- Vingården (Einzellage) Sonnenuhr i byn Wehlen (som ligger vid Mosel) betecknas Wehlener Sonnenuhr.
- Även grannbyn Zeltingen har en vingård vin namn Sonnenuhr, som då betecknas Zeltinger Sonnenuhr. Eftersom samma vingårdsnamn kan förekomma i flera byar måste även bynamnet vanligtvis sättas ut.
- Båda dessa vingårdar ligger inom Grosslage Münzlay, och får var och en eller i blandning betecknas Wehlener Münzlay. Det går således inte på namnets uppbyggnad att avgöra om det är ett Einzellage eller Grosslage. Kvalitetsorienterade tillverkare använder dock mycket sällan Grosslage-beteckningar.

En handfull historiskt betydelsefulla vingårdar utgör sin egen Ortsteil, och lägger därför inte till någon vinbys namn. Exempelvis gäller detta för Schloss Johannisberg i Rheingau, och vinerna därifrån betecknas helt enkelt Schloss Johannisberger.
Ändelsen "-er" på vissa namn är helt enkelt den tyska genitivändelsen för ortnamn.

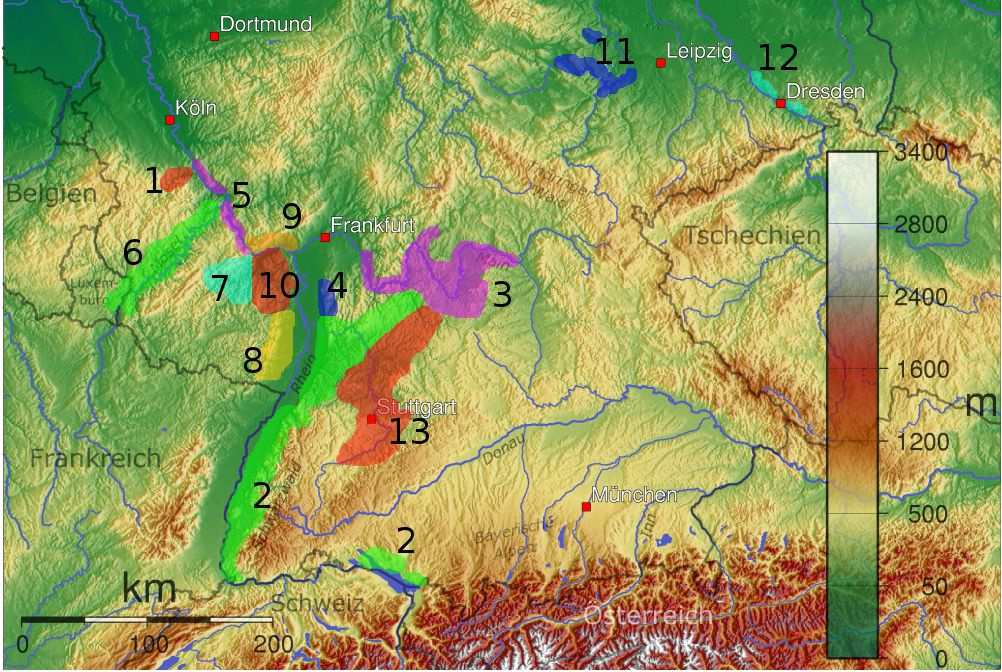
De tyska kvalitetsvinregionerna

De tretton tyska kvalitetsvinregionerna är
1. Ahr
2. Baden
3. Franken
4. Hessische Bergstrasse
5. Mittelrhein
6. Mosel, före 1 augusti 2007 var det officiella namnet Mosel-Saar-Ruwer.
7. Nahe
8. Pfalz
9. Rheingau
10. Rheinhessen
11. Saale-Unstrut
12. Sachsen
13. Württemberg